# Danguwapasi
Danguwapasi é uma vila no Pashchimi Singhbhum, no estado indiano de Jharkhand.

## Demografia
Segundo o censo de 2001, Danguwapasi tinha uma população de 5174 habitantes. Os indivíduos do sexo masculino constituem 53% da população e os do sexo feminino 47%. Danguwapasi tem uma taxa de literacia de 68%, superior à média nacional de 59,5%: a literacia no sexo masculino é de 78% e no sexo feminino é de 56%. Em Danguwapasi, 14% da população está abaixo dos 6 anos de idade.